# Głomacz

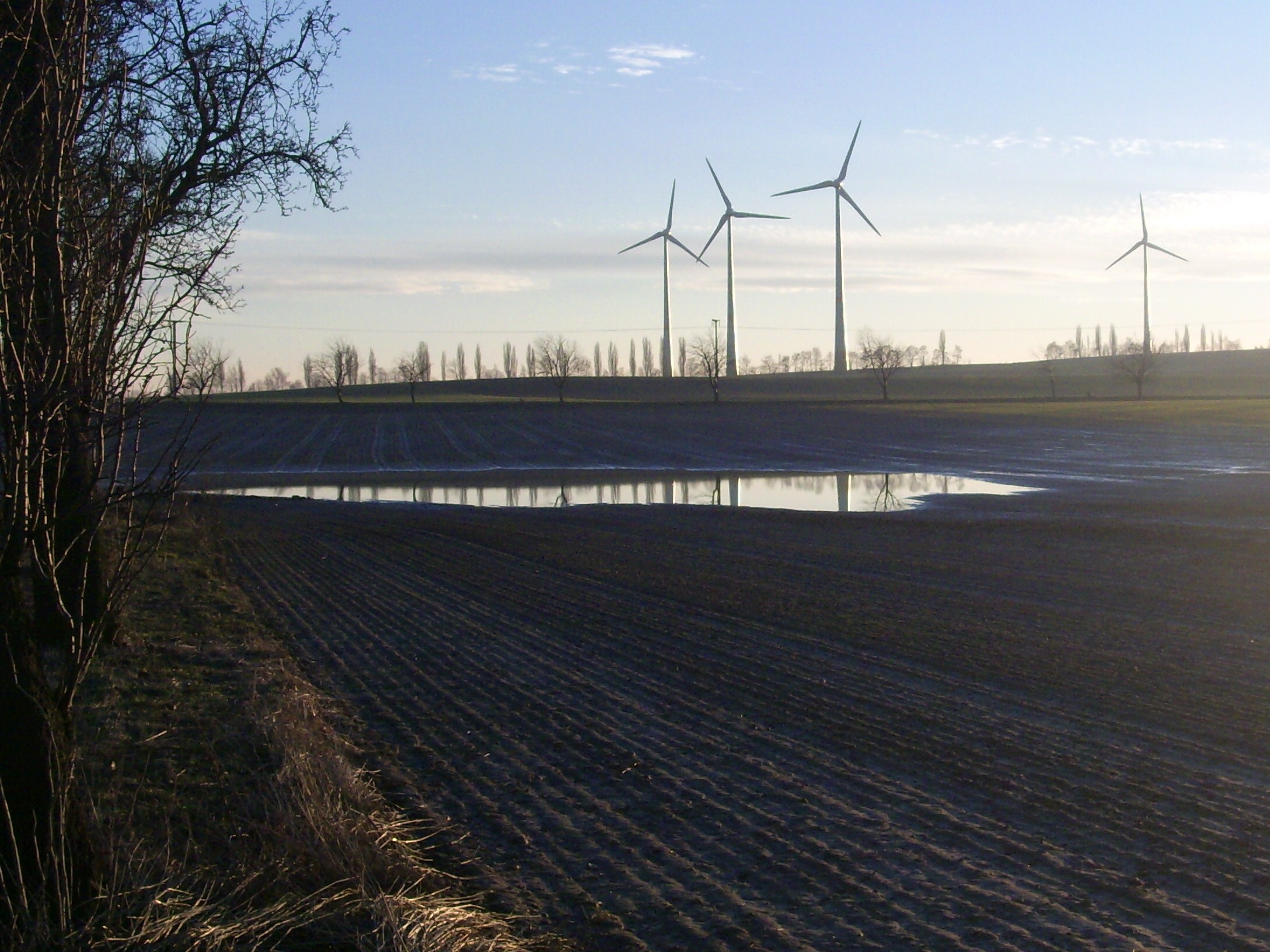
Teren dawnego trzęsawiska

Głomacz (łac. Glomuzi) – zgodnie z relacją przytoczoną przez Thietmara w jego kronice (I,3) otoczone wielką czcią święte źródło słowiańskiego plemienia Głomaczów, położone w odległości około dwóch mil od Łaby. Eponim plemienia oraz całej krainy.
Zgodnie z relacją Thietmara wody Głomacza rozlewały się w wielkie trzęsawisko, które w czasie pokoju „pokrywa się pszenicą, owsem i żołędziami”, co wskazuje na jego gospodarcze wykorzystanie. Samemu źródłu przypisywano cechy nadprzyrodzone i otaczano je wielką czcią, miały się w nim bowiem manifestować sakralne moce opiekuńcze plemienia oraz siły wieszcze. Kult źródła utrzymywał się wśród miejscowej ludności jeszcze po formalnej chrystianizacji południowego Połabia. Miano Głomacz, wywodzące się z prasłowiańskiego rdzenia *golm-, przetrwało we współczesnej nazwie miejscowej Lommatzsch.